# Staroleushkovskaya
Staroleushkovskaya (del ruso: Старолеушковская) es una stanitsa del raión de Pávlovskaya del krai de Krasnodar, en Rusia. Está situada en las llanuras de Kubán-Priazov, a orillas del río Chelbas, 17 km al sur de Pávlovskaya y 119 km al nordeste de Krasnodar, la capital del krai. Tenía 5251 habitantes en 2010.
Es cabeza del municipio Staroleushkovskoye, al que pertenece asimismo Ukraínskaya.

## Historia
La localidad fue fundada en 1794 como uno de los primeros cuarenta asentamientos de los cosacos del Mar Negro en el Kubán. A finales del siglo XIX, tenía 3869 habitantes, una iglesia, una escuela y varios establecimientos comerciales e industriales. Hasta 1920 perteneció al otdel de Yeisk del óblast de Kubán.

## Demografía
| 2002  | 2010  |
| ----- | ----- |
| 5 660 | 5 251 |

### Composición étnica
De los 5 660 habitantes que había en 2002, el 93 % era de etnia rusa, el 2.2 % era de etnia ucraniana, el 2 % era de etnia bielorrusa, el 0.5 % era de etnia armenia, el 0.2 % era de etnia georgiana, el 0.1 % era de etnia azerí, el 0.1 % era de etnia tártara, el 0.1 % era de etnia alemana, el 0.1 % era de etnia griega y el 0.1 % era de etnia gitana.

## Transporte
Por la localidad pasa la carretera federal M4 Don.